# Rothia divisa
Rothia divisa là một loài bướm đêm trong họ Noctuidae.